# Карбонад
Карбона́д (фр. carbonnade, від лат. carbo — «вугілля») — шматок свинини з частини філе, як правило смажений або запечений.
Допускається наявність шару жиру товщиною не більше 5 мм.
У сучасній м'ясопереробці карбонад готують шляхом термічної обробки парою в камерах з подальшим запіканням. Карбонад, отриманий шляхом сучасної м'ясопереробки, належить до підгрупи м'ясних делікатесів.
Так називають приготовану особливим чином свинину для порівняно тривалого зберігання. Назва походить від того, що у минулому
тушкування на пару або сухому теплому повітрі, потрібне для приготування карбонаду, могло проводитися тільки за допомогою вугілля, на спокійному вугільному жарі.
Іншою неодмінною умовою для приготування карбонаду є наявність скороваркого виду м'яса. Тому карбонад можна готувати або з свинячої вирізки, або з телятини, або з свинячого м'яса. У всіх випадках м'ясо заздалегідь очищується від плівок, але шар жиру обов'язково зберігається. Потім його щільно обка́чують борошном, іноді покривають тонкою тканиною разом з борошном або покривають емульсією, у складі якої є сіль, прянощі (перець), селітра, харчові барвники. Для кращого виварювання карбонадам надається форма вузького довгастого циліндра або бруска, який має розмір і переріз природної вирізки. Якщо карбонад готується з інших частин туші, то в торгівлі його називають «шийкою».